# Nelson Bastos
Nelson Bastos González (San José; 12 de abril de 1952) es un exfutbolista costarricense que jugaba como defensa.

## Trayectoria
Jugó con los dos equipos más ganadores de su país, el Saprissa y Alajuelense, ganando varios títulos.

## Selección nacional

### Participaciones en clasificatorias
| Clasif.              | Sede   | Resultado | Part. | Goles |
| -------------------- | ------ | --------- | ----- | ----- |
| Clasif. Mundial 1982 | Varias | Eliminado | 6     | 0     |

## Palmarés

### Títulos nacionales
| Título               | Equipo      | País       | Año  |
| -------------------- | ----------- | ---------- | ---- |
| Primera División     | Saprissa    | Costa Rica | 1975 |
| Campeón de Campeones | Saprissa    | Costa Rica | 1976 |
| Primera División     | Saprissa    | Costa Rica | 1976 |
| Primera División     | Saprissa    | Costa Rica | 1977 |
| Primera División     | Alajuelense | Costa Rica | 1980 |
| Primera División     | Alajuelense | Costa Rica | 1983 |

### Títulos internacionales
| Título                           | Equipo (*) | Sede     | Año  |
| -------------------------------- | ---------- | -------- | ---- |
| Copa Fraternidad Centroamericana | Saprissa   | San José | 1978 |
| Preolímpico de Concacaf          | Costa Rica | Varias   | 1980 |

(*) Incluyendo la selección.